# Dick Barton at Bay
Pour plus de détails, voir Fiche technique et Distribution.
Dick Barton at Bay est un film britannique réalisé par Godfrey Grayson, sorti en 1950.
Il fait suite au film Dick Barton Strikes Back sorti l'année précédente au cinéma et conclut la trilogie commencée en 1948 avec Dick Barton: Special Agent.

## Synopsis
Dick Barton doit retrouver un scientifique qui a été enlevé. Il serait l'inventeur d'un rayon mortel que se convoitent plusieurs puissances mondiales.

## Fiche technique
- Titre original : Dick Barton at Bay
- Réalisation : Godfrey Grayson
- Scénario : Jackson Budd, Ambrose Grayson et Emma Trechman d'après une histoire d'Ambrose Grayson
- Photographie : Stanley Clinton
- Musique : Rupert Grayson et Frank Spencer
- Production : Henry Halstead
- Pays d'origine : Royaume-Uni
- Format : Noir et blanc - 1,37:1 - Mono
- Genre : action
- Durée : 68 minutes
- Date de sortie : 1950

## Distribution
- Don Stannard : Dick Barton
- George Ford : Snowey White
- Tamara Desni : Anna
- Meinhart Maur : Serge Volkoff
- Joyce Linden : Mary Mitchell
- Percy Walsh : Professeur Mitchell
- Campbell Singer : Sir George Cavendish
- John Arnatt : Jackson
- Richard George : Inspecteur Slade
- Beatrice Kane : Betsy Horrock
- Patrick Macnee : Phillips
- George Crawford : Boris
- Paddy Ryan : Fingers